# Riode Finessi
Riode Finessi (Codigoro, 6 ottobre 1929 – Codigoro, 16 agosto 2003) è stato un politico italiano.

## Biografia
È stato un membro del Partito Socialista Italiano dal 20 giugno 1979 al 23 luglio dello stesso anno e dal 15 luglio 1981 all'11 luglio 1983. Inoltre è stato il Componente del Comitato Direttivo del partito a partire dal 24 luglio 1979 fino al 14 luglio 1981. Fra gli incarichi più importanti si ricordano: 8ª Commissione permanente (Lavori pubblici, comunicazioni), di cui è stato membro dall'11 luglio all'11 dicembre 1979; 9ª Commissione permanente (Agricoltura), di cui è stato membro dal 26 giugno al 1º luglio 1980 e Presidente dal 2 luglio 1980 all'11 luglio 1983; 11ª Commissione permanente (Lavoro, previdenza sociale), di cui è stato membro dal 12 dicembre 1979 al 25 giugno 1980.